# Kính hiển vi quang học quét trường gần

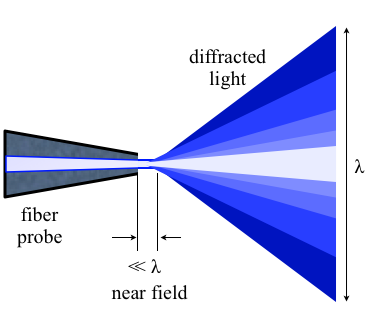
Hình minh họa quang học trường gần, với sự nhiễu xạ của ánh phát phát ra từ sợi dò của kính hiển vi quang học quét trường gần, cho thấy bước sóng ánh sáng và trường gần.

Kính hiển vi quang học quét trường gần (near-field scanning optical microscope, viết tắt là NSOM hoặc SNOM) là một kỹ thuật soi kính hiển vi cho phép nghiên cứu các cấu trúc nano với độ phân giải vượt qua giới hạn phân giải (giới hạn nhiễu xạ; diffraction-limited system) bằng cách ứng dụng các tính chất của sóng suy biến (evanescent wave). Kỹ thuật này được thực hiện bằng cách đặt đầu dò rất gần với mẫu (khoảng cách giữa đầu dò và mẫu nhỏ hơn  nhiều lần so với bước sóng λ). Nó cho phép quan sát bề mặt mẫu với các độ phân giải hình ảnh cao (độ phân giải không gian, độ phân giải thời gian và độ phân giải bức xạ). Với kỹ thuật này, độ phân giải của hình ảnh bị giới hạn bởi kích thước của lỗ dò chứ không phụ thuộc vào bước sóng của tia sáng đầu dò. Đặc biệt có thể đạt được độ phân giải ngang 20nm và độ phân giải đứng từ 2-5 nm.

### Lịch sử
Năm 1928, Edward Hutchinson Synge đề cử ý tưởng của mình về một loại kính hiển vi quang học có khả năng phân giải tốt hơn so với các kính truyền thống bằng các khai thác các tín hiệu phù du tại bề mặt mẫu vật. Tuy nhiên, thiết kế sau đó gặp phải khó khăn do điều kiện kỹ thuật chưa cho phép trong việc điều chỉnh detectorE.H. Synge (1928). "A suggested method for extending the microscopic resolution into the ultramicroscopic region". Phil. Mag. 6: 356.. Năm 1956, John A O'Keefe cũng gặp phải khó khăn tương tự khi nghiên cứu kỹ thuật này do khó sử dụng các khẩu độ nhỏ (các pinholes) để quét chùm sáng trên mẫu vật trong một vùng rất nhỏ và gần bề mặt[J.A. O'Keefe (1956). J.Opt.Soc.Am. 46: 359.]. Tới năm 1972, Ash và Nicholls vượt qua thuyết giới hạn nhiễu xạ của Abbe, nhờ sử dụng bức xạ sóng ngắn với bước sóng khoảng 3 cm, khi đó độ phân giải sẽ bằng λo/60 (bước sóng bức xạ/60) bằng khoảng 0,05 cm hay 5 micromet (do bức xạ thử nghiệm là sóng dài nên không thể tạo độ phân giải cao cho các ứng dụng chụp hiển vi) [E.A. Ash and G. Nicholls (1972). "Super-resolution Aperture Scanning Microscope". Nature 237 (5357): 510. doi:10.1038/237510a0. PMID 12635200.] Một thập kỷ sau đó, Pohl đã đưa ý tưởng về một dạng quang học trường gần và vào năm 1984 (2 năm sau), bức xạ nhìn thấy (ánh sáng khả kiến) đã được sử dụng để phát triển kính hiển vi quang học quét trường gần sơ khai, gọi tắt là kỹ thuật NFO (near-field optics)D.W. Pohl, W. Denk, and M. Lanz (1984). "Optical stethoscopy: Image recording with resolution λ/20". Appl. Phys. Lett. 44 (7): 651. doi:10.1063/1.94865.. Các thí nghiệm liên tiếp vào năm 1986 sau đó đã chứng minh rằng kính hiển vi quang học quét trường gần có khả năng phân giải tốt hơn nhiều kính hiển vi quang học truyền thống, vào khoảng 50 nm [E. Betzig, A. Lewis, A. Harootunian, M. Isaacson, and E. Kratschmer (1986). "Near Field Scanning Optical Microscopy (NSOM)". Biophys. J. 49: 269.]. Ngày nay, kính hiển vi quang học quét trường gần đã được thương mại hóa và trở nên hiện đại hơn cùng độ phân giải ngày càng tăng lên.

### Nguyên lý hoạt động
Về bản chất, dù được gọi là kính hiển vi quang học nhưng thực tế, NSOM có quan hệ gần hơn với các loại kính hiển vi quét đầu dò (SPM - scanning probe microscope). Có hai dạng chính ở thời điểm hiện tại: mũi dò sợi quang học và mũi dò kim loại [Y. Oshikane (2007). "Observation of nanostructure by scanning near-field optical microscope with small sphere probe" (free pdf). Sci. Technol. Adv. Mater. 8 (3): 181. doi:10.1016/j.stam.2007.02.013.].

kính hiển vi NSOM/SNOM

Ở dạng thứ nhất, mũi dò được sử dụng là một sợi cáp quang học được chế tạo với lõi bạc hoặc nhôm để tập trung ánh sáng qua lỗ khẩu độ có kích thước khoảng 25 đến 100 nm (nhỏ hơn bước sóng bức xạ). Mũi dò này được quét rất gần với bề mặt mẫu vật ở khoảng cách d (d nhỏ hơn bước sóng bức xạ). Để tạo ra bước quét tinh tế nhằm tăng độ phân giải của hình ảnh, mũi dò được gắn vào một bộ quét áp điện, quét bằng tín hiệu điện trực tiếp thu được từ máy đo lực hay detector. Sự quét này dấn đến hai khả năng: ánh sáng truyền qua và sóng phù du được ghi lại bởi một vật kính có khẩu độ lớn và một detector trường xa; lực tương tác giữa mũi dò và bề mặt mẫu được đo bởi một máy đo lực gắn với mũi dò. Đôi lúc, ánh sáng được chiếu từ môi trường ngoài để phản chiếu vào mũi dò, hoặc sử dụng những phương pháp khác để ghi lại ánh sáng thứ cấp và sóng phù du. Ở dạng thứ hai, mũi dò bằng kim loại có khả năng thu nhỏ khẩu độ tới dưới 50 nm đồng thời giảm khoảng cách d từ mũi dò tới mẫu vật.[G. Kaupp (2006). Atomic Force Microscopy, Scanning Nearfield Optical Microscopy and Nanoscratching: Application to Rough and Natural Surfaces. Heidelberg: Springer. ISBN 3-540-28405-2.]. Ánh sáng ghi lại sẽ cho hình ảnh 3 chiều của bề mặt mẫu vật với độ phân giải cao.
Nguyên lý cơ bản của NSOM là lợi dụng sóng suy biến để tái tạo hình ảnh. Sóng suy biến (evanescent waves)là một sóng trường gần được tạo ra do sự kích thích của ánh sáng lên bề mặt giữa một mặt kim loại liền với một mặt lưỡng cực điện (thường là không khí hoặc kính), khi ánh sáng chiếu tới có góc nhỏ hơn hoặc bằng 41.8 độ (góc tiêu cực) bởi nguyên lý phản xạ toàn phần (total internal reflection). Sóng suy biến cũng được tạo ra khi chiếu ánh sáng vào một vật (nguyên tử, phân tử hoặc cấu trúc) hoặc một khẩu độ có kích thước/đường kính nhỏ hơn bước sóng ánh sáng. Theo vật lý cổ điển, điều này là không thể vì cho rằng ánh sáng hoặc bức xạ điện từ nói chung không thể đi qua một khẩu độ nhỏ hơn bước sóng của bức xạ. Tuy nhiên,vật lý lượng tử cho thấy điều này hoàn toàn có thể nếu bề mặt kim loại có tần số dao động của điện tử trùng với tần số của bức xạ chiếu tới nó. Những điện tử sẽ lấy năng lượng của những photon ánh sáng này và "mang" chúng sang mặt bên kia, phát thành photon mới có cùng bước sóng và tần số với photon ban đầu. Đây là nguyên lý cơ bản của các kính hiển vi quang học quét trường gần nhằm tạo ra chùm sáng có kích thước nhỏ hơn giới hạn nhiễu xạ cho phép hội tụ kích thước chùm sáng (xuống tới 10 nm hoặc nhỏ hơn so với giới hạn nhiễu xạ đưa ra bởi Ernst Abbe, tức vào khoảng 200 nm). Do đó, độ phân giải của thiết bị được tăng lên đáng kể.
Toàn bộ hệ thống thu-nhận của kính hiển vi quang học quét trường gần được đặt rất gần với mẫu vật, do sóng suy biến sẽ suy giảm them cấp lũy thừa so với khoảng cách (sóng suy biến chỉ tồn tại được tối đa tới 200 nm khỏi bề mặt của mẫu vật, nhưng cường độ tối đa của nó, đủ để các thiết bị đo có thể thu được, chỉ tồn tại ở khoảng cách 10 - 15 nm khỏi mẫu vật). Do đó, mũi dò dùng để chiếu sáng và thu tín hiệu được đặt ở khoảng cách rất gần với mẫu vật nhằm tận dụng tối đa sóng suy biến để tạo ảnh. Đôi lúc, mũi dò chỉ dùng để chiếu sáng mẫu vật, còn việc thu ảnh được thực hiện bằng cánh dùng thấu kính thủy tinh (vật kính) có chỉ số khẩu độ lớn và có thể dùng dầu để ghi ảnh.

### Ưu, Nhược điểm của NSOM và ứng dụng
- Kính hiển vi quang học quét trường gần có khả năng ghi ảnh với độ phân giải rất cao, có thể lên tới 20 - 50 nm (theo chiều ngang/dọc - x,y) và khoảng 2 - 5 nm (theo chiều thẳng đứng - z). Do đó, NSOM khá hữu dụng trong nghiên cứu "chiều cao" của các chi tiết điện tử, đặc biệt quan trọng trong công nghiệp bán dẫn mà mẫu vật yêu cầu được bảo tồn (kính hiển vi điện tử TEM thường yêu cầu phá vỡ vật liệu để tạo chi tiết mỏng). Hơn nữa, độ phân giải này thoát khỏi sự hạn chế do giới hạn nhiễu xạ gây ra ở các kính trường xa, do đó chỉ phụ thuộc vào kích thước khẩu độ và bước quét của mũi dò.

ảnh chụp của NSOM ở ba chế độ khác nhau

- Về mặt bản chất, kính hiển vi NSOM/SNOM thực chất giống với kính hiển vi quang học thông thường, không yêu cầu phá hủy mẫu vật hay môi trường chân không như kính hiển vi điện tử, hoặc có dòng điện truyền qua mẫu như kính STM nên khá phù hợp với các mẫu vật sinh học.
- Khả năng ghi lại các phổ: phổ lực, phổ Raman... với độ chính xác cao.
- Có khả năng ghi ảnh topo (topography) của bề mặt mẫu nhằm phân biệt sự phân bố các thành tố của mẫu vật.
- Bị giới hạn nghiên cứu bề mặt của mẫu vật.
- Ánh sáng phát ra ở mũi dò thường rất yếu do mũi dò nhỏ, đồng thời bước quét rất ngắn nên tốc độ ghi ảnh của NSOM cực chậm, gây ra hạn chế cho các kiểu quay hình động (có thể tới vài chục phút để có một bức ảnh chất lượng tốt. Sự phát triển các ăng ten quang học nano (nantenna) đang hứa hẹn bổ sung cho điểm yếu này.
- Giá thành của NSOM còn nằm ở mức cao.

NSOM có ứng dụng rất lớn trong các ứng dụng sinh học, bán dẫn... nhưng chưa phổ biến như các loại kính hiển vi quang học thông thường do giá thành cao và điều khiển phức tạp.